# Elsa Bloodstone
Pour les articles homonymes, voir Bloodstone.
 (mai 2019).
Si vous disposez d'ouvrages ou d'articles de référence ou si vous connaissez des sites web de qualité traitant du thème abordé ici, merci de compléter l'article en donnant les références utiles à sa vérifiabilité et en les liant à la section « Notes et références ».

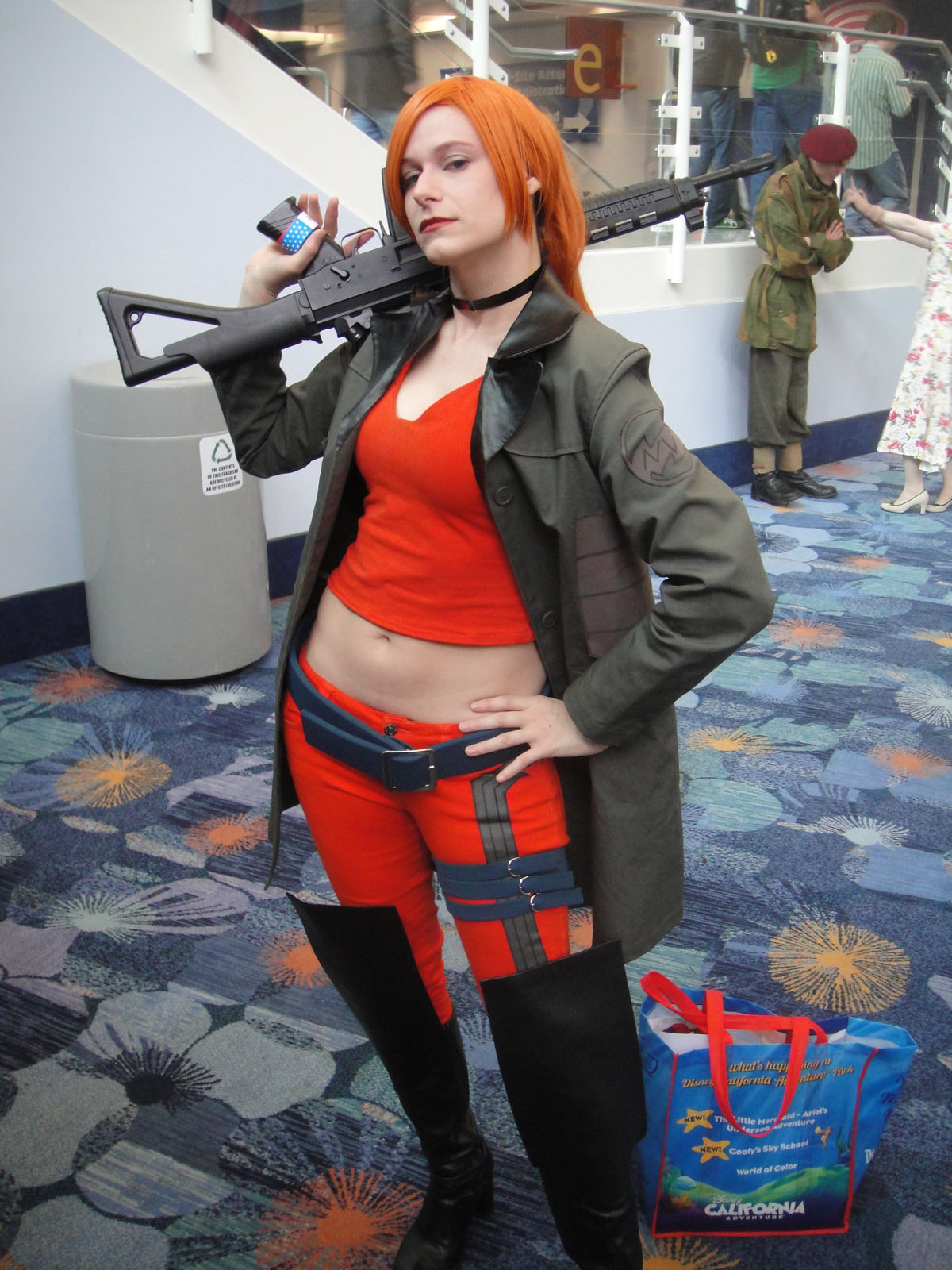
Cosplay d'Elsa Bloodstone.

Elsa Bloodstone est une super-héroïne créée par Marvel Comics et apparue pour la première fois dans Bloodstone #1, en 2001.

## Origines
60 kg, yeux bleus, cheveux roux, née à Boston, USA. La belle et farouche Elsa est la fille du fameux chasseur de monstres Ulysses Bloodstone.
Quand ses parents se séparèrent, à deux ans, elle suivit sa mère en Europe. Sans même connaître son père, elle était hantée de rêves peuplés de créatures nocturnes. Peu après ses dix-huit ans, Ulysses mourut et il légua à Elsa et sa mère, enceinte, sa demeure de Boston, pleine de trésors accumulés au cours des siècles.
Arrivée à Boston, Elsa rencontra des personnes proches de son père : l'avocat vampire Charles Barnabus, M. Dugla et son fils Tomas, et Adam le fossoyeur. Adam (qui n'était autre que le monstre de Frankenstein) lui enseigna l'héritage de sa famille et lui donna la gemme rouge de son père, ainsi que d'autres objets magiques.
Elle rencontra Dracula en Bosnie et la Momie en Égypte. Elle affronta Nosferatu, un vampire qui complotait contre ceux de sa race.
Depuis, la mère d'Elsa a ouvert la maison familiale pour en faire une boutique d'antiquités et de curiosités.
Elsa continue de suivre ses études tout en chassant des monstres à l'occasion.
En 2006, elle a intégré l'équipe Nextwave.

## Pouvoirs
- Elsa tire ses pouvoirs de la gemme de son père, qui est attachée magiquement à son cou. Elle peut toutefois la retirer sur simple volonté.
- Sa force et son agilité sont surhumaines, et elle possède une vitesse de guérison importante.
- La gemme repousse les vampires, tandis que son propre sang les détruit.
- C'est une bonne gymnaste et une combattante entraînée. Elle excelle au tir au fusil de chasse.
- Elle a accès à de nombreux objets et armes magiques, comme une lampe de génie, des balles d'argent...

## Apparitions dans d'autres médias

### Univers cinématographique Marvel
Le personnage est interprété par la comédienne Laura Donnelly dans l'univers cinématographique Marvel.